# Engels korfbalteam
Het Engels korfbalteam is een team van korfballers dat Engeland vertegenwoordigt in internationale wedstrijden. De verantwoordelijkheid van het Engels korfbalteam ligt bij de English Korfball Association (EKA). Het achttal won tot nu toe nog geen enkele grote prijs.
Tot 2007 werd Engeland vertegenwoordigd door het Brits korfbalteam.

## Resultaten op de wereldkampioenschappen
| Wereldkampioenschap korfbal |               |             |               |
| Jaar                        | Kampioenschap | Gastheer    | Klassering    |
| 1978                        | 1e WK         | Nederland   | Geen deelname |
| 1984                        | 2e WK         | België      | Geen deelname |
| 1987                        | 3e WK         | Nederland   | Geen deelname |
| 1991                        | 4e WK         | België      | Geen deelname |
| 1995                        | 5e WK         | India       | Geen deelname |
| 1999                        | 6e WK         | Australië   | Geen deelname |
| 2003                        | 7e WK         | Nederland   | Geen deelname |
| 2007                        | 8e WK         | Tsjechië    | 7e plaats     |
| 2011                        | 9e WK         | China       | 5e plaats     |
| 2015                        | 10e WK        | België      | 4e plaats     |
| 2019                        | 11e WK        | Zuid-Afrika | 9e plaats     |
| 2023                        | 12e WK        | Taiwan      | 8e plaats     |

## Resultaten op de Wereldspelen
Op de Wereldspelen wordt Engeland nog altijd vertegenwoordigd door het Brits korfbalteam.

## Resultaten op de Europese kampioenschappen
| Europees kampioenschap korfbal |               |           |               |
| Jaar                           | Kampioenschap | Gastland  | Klassering    |
| 1998                           | 1e EK         | Portugal  | Geen Deelname |
| 2002                           | 2e EK         | Spanje    | Geen Deelname |
| 2006                           | 3e EK         | Hongarijë | Geen Deelname |
| 2010                           | 4e EK         | Nederland | 6e plaats     |
| 2014                           | 5e EK         | Portugal  | 4e plaats     |
| 2016                           | 6e EK         | Nederland | 6e plaats     |
| 2018                           | 7e EK         | Nederland | 7e plaats     |
| 2021                           | 8e EK         | België    | 4e plaats     |
| 2024                           | 9e EK         | Spanje    | 7e plaats     |